# Рак (регби)
Рак (англ. ruck) — это фаза игры регби, когда один или несколько игроков от каждой команды, стоя на ногах и находясь в физическом контакте, группируются вокруг мяча, находящегося на земле между ними. В раке должен принимать участие как минимум один игрок от каждой команды. Рак может быть сформирован только на игровом поле. Игроки могут присоединяться к раку только сзади (со стороны своего зачетного поля), при этом игрок должен обхватить  за туловище игрока своей команды, находящегося в раке (просто положить руку недостаточно). Игрок в раке не должен:
- преднамеренно падать
- преднамеренно заваливать рака
- запрыгивать на рака
- держать плечи и голову ниже уровня бёдер
- умышленно наступать на других игроков
- возвращать мяч в рак
- брать мяч руками
- поднимать мяч ногами
- падать на мяч, или за мяч, выходящий из рака

Все игроки, не участвующие в раке, не должны переступать за воображаемую линию, проведенную через стопу игрока в раке, находящуюся ближе всех к зачетному полю, параллельно линии ворот.